# John Ashley Warden III

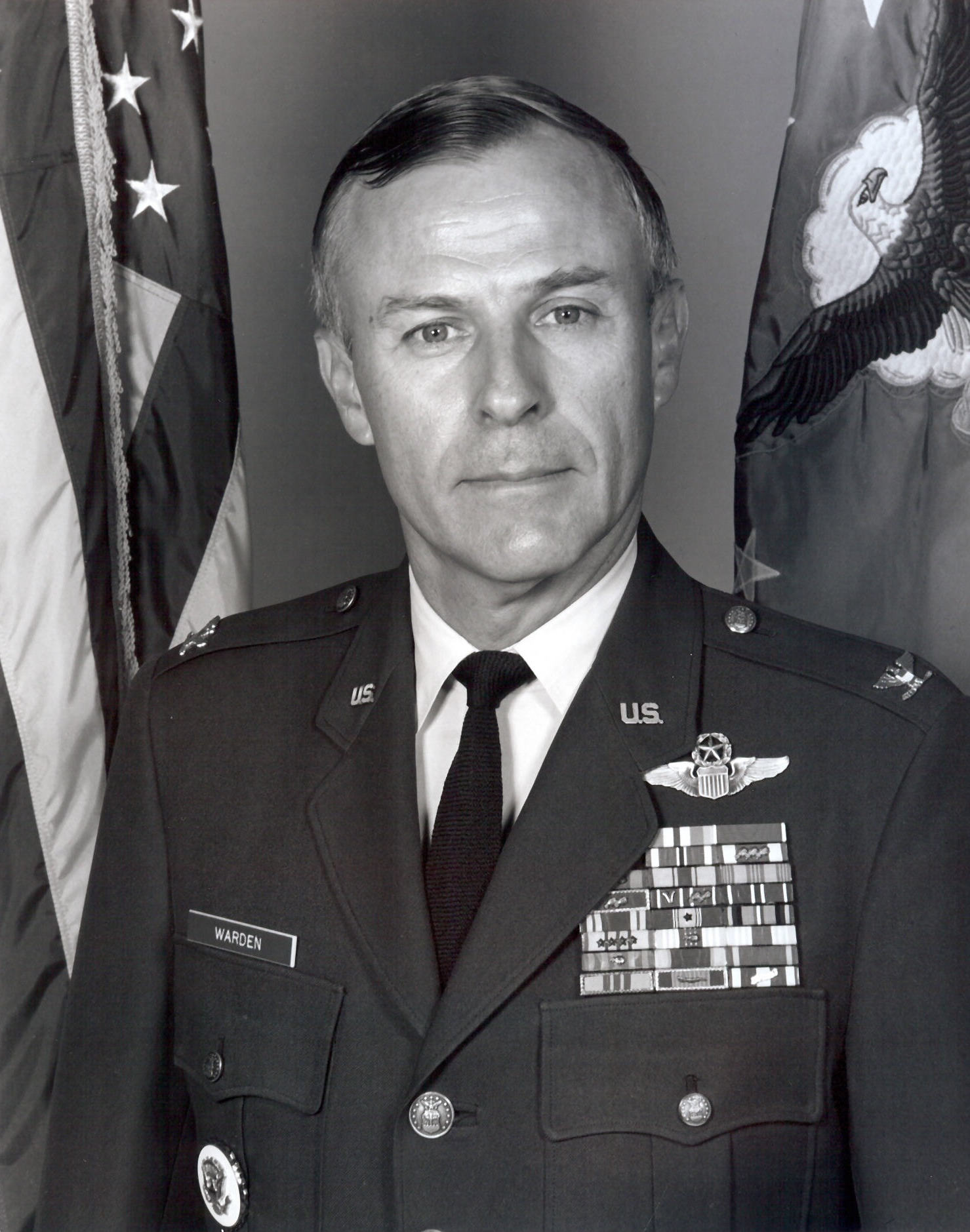
John Ashley Warden III (1994)

John Ashley Warden III (* 21. Dezember 1943 in McKinney, Texas) ist ein Oberst a. D. der United States Air Force und Theoretiker des Luftkriegs und der modernen Kriegsführung.

## Leben
John A. Warden III erwarb seinen Bachelor of Science mit dem Schwerpunkt National Security Affairs im Jahr 1965 von der Air Force Academy und machte einen Master-Abschluss an der Texas Tech Universität im Jahr 1975. 1965 heiratete er Marjorie Ann Clarke und wurde am 5. Dezember 1966 Vater der Zwillinge Kathleen Elizabeth und John Warden IV.
Im April 1967 war Warden Angehöriger der 334. Tactical Fighter Squadron und hatte mit der F-4 Phantom II einen ersten Einsatz in Südkorea als Reaktion auf den Pueblo Zwischenfall. 1969 meldete sich dann Hauptmann Warden freiwillig zum Dienst in der Republik Vietnam. Er flog die Rockwell OV-10 als Forward Air Controller.

## Fünf-Ringe-Modell

Diagramm der fünf Ringe von Warden

Warden erlangte Bekanntheit durch das „Modell der fünf Ringe“ (Warden’s Five Rings), welches eine stufenweise Zerstörung der gegnerischen Strukturen begründet. Die gegnerischen Strukturen sind in seinem Modell ringförmig angeordnet und sollten, von innen nach außen, zerschlagen werden. Die fünf Ringe beinhalteten:
- Politische und militärische Führungsspitze im Zentrum
- Schlüsselindustrie mit Strom- und Wasserversorgung, petrochemische  Industrie und Schwerindustrie, Rohstoffverarbeitung, Finanzsektor
- Transportinfrastruktur (Straßen, Brücken, Bahnhöfe, Flughäfen, Autoindustrie, Kommunikation)
- Zivilbevölkerung
- Militär

Das Modell wurde unter anderem kritisiert, weil es der Zivilbevölkerung eine höhere Zielpriorität gegenüber militärischen Infrastrukturen einräumt.